# Geiersgraben (Kronach)
Geiersgraben ist ein Wohnplatz der Kreisstadt Kronach im Landkreis Kronach (Oberfranken, Bayern).

## Geographie
Das einstmalige Dorf ist als Ortsstraße Geiersgraben im neu gebildeten Gemeindeteil Gehülz aufgegangen. 
In direkter Nachbarschaft befinden sich Dobersgrund (östlich), Brand und Kellerhaus (westlich) und Schafhof (südlich).

## Geschichte
Der Ort bestand in der ersten Hälfte des 19. Jahrhunderts auf dem Gemeindegebiet von Gehülz. In der Bayerischen Uraufnahme wurde der Ort „Geyersgraben“ bezeichnet. Am 1. Mai 1978 wurde Geiersgraben im Zuge der Gebietsreform in Bayern in Kronach eingegliedert.

### Einwohnerentwicklung
| Jahr      | 001854 | 001861 | 001871 | 001885 | 001900 | 001925 | 001950 | 001961 | 001970 |
| Einwohner |        | 9      | 3      | *      | 5      | 88     | 95     | 115    | 127    |
| Häuser    | 1      |        |        | *      | 7      | 9      | 12     | 21     |        |
| Quelle    | [ 3 ]  | [ 5 ]  | [ 6 ]  | [ 7 ]  | [ 8 ]  | [ 9 ]  | [ 10 ] | [ 11 ] | [ 12 ] |

## Religion
Der Ort ist römisch-katholisch geprägt und war ursprünglich nach St. Johannes der Täufer (Kronach) gepfarrt. Seit der Gründung der Pfarrei St. Bonifatius (Gehülz) in der ersten Hälfte des 20. Jahrhunderts sind die Katholiken dorthin gepfarrt.

## Weblink
- Geiersgraben in der Ortsdatenbank des bavarikon, abgerufen am 20. August 2021.